# Brachineura eupatorii
Brachineura eupatorii är en tvåvingeart som beskrevs av Ephraim Porter Felt 1908. Brachineura eupatorii ingår i släktet Brachineura och familjen gallmyggor. Inga underarter finns listade i Catalogue of Life.